# Niżnije Mochowiczi
Niżnije Mochowiczi (ros. Нижние Моховичи) – wieś (ros. деревня, trb. dieriewnia) w zachodniej Rosji, w osiedlu wiejskim Zaborjewskoje rejonu diemidowskiego w obwodzie smoleńskim.

## Geografia
Miejscowość położona jest nad rzeką Połowja, 2 km od drogi regionalnej 66N-0504 (Prżewalskoje – Chołm – 66K-11), 7,5 km od centrum administracyjnego osiedla wiejskiego (Zaborje), 8,5 km od centrum administracyjnego rejonu (Diemidow), 69,5 km od stolicy obwodu (Smoleńsk), 40 km od granicy z Białorusią.
W granicach miejscowości znajdują się ulice: Centralnaja, Zariecznaja.

## Demografia
W 2010 r. miejscowość zamieszkiwało 10 osób.

## Historia
W czasie II wojny światowej od lipca 1941 roku dieriewnia była okupowana przez hitlerowców. Wyzwolenie nastąpiło we wrześniu 1943 roku.
Na mocy uchwały z dnia 28 maja 2015 roku wszystkie miejscowości (w tym Niżnije Mochowiczi) zlikwidowanej jednostki administracyjnej Karcewskoje weszły w skład osiedla wiejskiego Zaborjewskoje.